# دشت بونگه
دشت بونگه (انگلیسی: Bunge Land) یک دشت قطبی در شمال استان یاقوتستان کشور روسیه است.